# Referendum sulla riforma del Senato e la regionalizzazione
Il referendum sulla riforma del Senato e la regionalizzazione si svolse in Francia il 27 aprile 1969.

## Risultati
| Preferenza | % di voti | Voti       |
| ---------- | --------- | ---------- |
| No         | 52.41%    | 12.007.102 |
| Sì         | 47.59%    | 10.901.753 |
| Totale     | 100%      | 22.908.855 |

## Conseguenze
Preso atto della vittoria del NO, il Presidente de Gaulle si dimise il 29 aprile.